# Rundfunksatellit
Ein Rundfunksatellit bzw. Fernsehsatellit (auch englisch Direct Broadcasting Satellite oder Direct Broadcast Satellite, kurz DBS) ist ein Kommunikationssatellit zur Übertragung von Rundfunkinhalten. Rundfunksatelliten dienen sowohl zur Satellitenberichterstattung als auch zur Übertragung der Rundfunkprogramme an die Zuschauer (oft auch durch Einspeisung in ein Kabelfernsehnetz).
Das Angebot, Sendungen unmittelbar zum Endempfänger zu übertragen, nennt man englisch Direct to Home-, kurz DTH-Service.
In Europa werden fast nur geostationäre Satelliten als Rundfunksatelliten verwendet. Dabei handelt es sich meistens nicht um einen einzelnen Satelliten, sondern um eine Satellitengruppe, die aus mehreren Satelliten besteht und die zu einer Sat-Position, eigentlich Orbitalposition, zusammengefasst wird.

## Technik

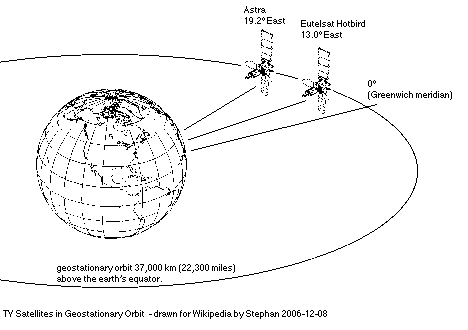
Wie Fernsehsatelliten im GEO stehen (Die Solarpanel zeigen immer in Nord-Süd-Richtung)

Vergleich von Broadcasting-satellite service (BSS) und Fixed-satellite service (FSS)

Bei den Rundfunk- und Fernsehsatelliten handelt es sich um Relaisstationen bzw. Umsetzer, die automatisch Funksignale empfangen und auf einer anderen Frequenz wieder aussenden. In der Satellitentechnik spricht man von Transpondern.
Die Breite der einzelnen Transponderkanäle wurde bei reinen Fernsehsatelliten für den Analogempfang auf die nötige Bandbreite eines analogen Fernsehprogramms abgestimmt und beträgt deshalb normalerweise 27 MHz. Im Astrasystem wird im digital genutzten 12-GHz-Bereich eine Kanalbreite von 33 MHz verwendet, weil sie eine höhere Datenübertragungsrate erlaubt als die schmaleren ursprünglich für analoge Übertragungen vorgesehenen Transponder im 11-GHz-Bereich. Jedoch werden auch diese inzwischen digital genutzt.
Bei Fernsehsatelliten, die ursprünglich als sogenannte Fernsehverteilsatelliten geplant wurden, um Kabelnetze mit analogen Programmen zu versorgen, wurde wegen der unvermeidlichen Qualitätsverluste in diesen langen Netzen mit ihren vielen Verstärkern zur Erhöhung der Bildqualität eine Kanalbreite von 36 MHz gewählt. Einige dieser Satelliten erlangten jedoch auch für den Satellitendirektempfang Bedeutung. Dort spielte die höhere Bandbreite der Signale jedoch keine Rolle.
Einige dieser Satelliten hatten so breitbandige Transponderkanäle (72 MHz oder mehr), dass über jeden Kanal sogar zwei analoge Fernsehprogramme abgestrahlt werden konnten.
Die Fernsehsatelliten benutzen, um die zur Verfügung stehenden Frequenzbereich besser ausnutzen zu können, wie Nachrichtensatelliten bei aufeinanderfolgenden Kanälen unterschiedliche Polarisation, wodurch sich die Kanäle teilweise überschneiden können. Die Drehung der Polarisationsebene durch den Faraday-Effekt beim Passieren der Ionosphäre ist wegen der sehr hohen Sendefrequenz vernachlässigbar.

## Geschichte
In Europa wurde Ende der 1970er Jahre festgelegt, dass Rundfunksatelliten nur das jeweilige Herkunftsland mit Fernseh- und Radioprogrammen versorgen sollten. Jedem Land wurde zusammen mit anderen Ländern eine Orbitalposition, exklusiv fünf Frequenzen, die Polarisationsrichtung, die Sendeleistung und eine auf Größe und Form des jeweiligen Landes abgestimmte Ausleuchtungszone zugewiesen. Sie mussten im Vergleich zu Nachrichtensatelliten eine extrem hohe Sendeleistung je Kanal besitzen, damit der Zuschauer trotz der damals wesentlich schlechteren Empfänger mit einer nur 60 cm großen Parabolantenne auskommen konnte. Die so geplanten Fernsehsatelliten hoher Sendeleistung (sogenannte High-Power-DBS-Satelliten) sollten ab den 1980er Jahren jeweils fünf zusätzliche Fernsehprogramme oder eine Mischung von Fernseh- und Radioprogrammen (mehrere Radioprogramme pro Kanal) für die einzelnen Länder ausstrahlen.
Rundfunksatelliten sollten, so die Pläne, die auf der World Administrative Radio Conference 1977 (WARC 77) festgelegt wurden, in dem Broadcasting-satellite service zugewiesenen Bereich des Ku-Bandes senden und zirkulare Polarisation verwenden. Dagegen verwenden Nachrichtensatelliten oder Fernmeldesatelliten im Fixed-satellite service und SMS-Band genannten Bereich des Ku-Bandes lineare Polarisation.
Jedem Staat wurden für seine DBS-Satelliten auf einer Satellitenposition fünf Frequenzen = Transponder samt einer auf sein Land zugeschnittenem Ausleuchtungszone im BSS-Band (Frequenzbereich von 11,7 bis 12,5 GHz) zugeteilt. Das BSS-Band war wiederum in ein unteres (11,7 bis 12,1 GHz) und ein oberes Halbband (12,1 bis 12,5 GHz) geteilt. Normalerweise bekam ein Staat seine fünf Frequenzen in einem dieser beiden Halbbändern zugeteilt. Über jeden Transponder konnte ein Fernsehprogramm oder mehrere Radioprogramme übertragen werden. Um den Empfang anderer DBS-Satellitenpositionen nicht zu stören, mussten die Satellitenpositionen der DBS-Satelliten mindestens sechs Längengrade auseinander liegen. Dafür wurden bis zu acht verschiedenen Staaten auf einer Satellitenposition fünf Frequenzen zugeteilt, da ebenso viele Satelliten auf einer Position stationiert werden können. Um mit der damaligen Technik überhaupt mit den kleinen Satellitenantennen von 90 cm Durchmesser die Satelliten empfangen zu können, mussten diese extrem hohe Sendeleistungen pro Transponder verwenden. Im Zentrum der Ausleuchtzone, die das jeweilige Land umschließt, sollte eine Leistungsdichte von −100 dBW/m² und am Rand der Ausleuchtzone −103 dBW/m² erreicht werden. Die Satelliten konnten nur mit einer Ausrichtungsgenauigkeit von 0,1° auf das Zielgebiet ausgerichtet werden, weshalb zur Sicherheit die Ausleuchtzone die Staatsgrenzen mit einem Mindestabstand von 70 km umschloss, um zu verhindern, dass Randgebiete des Staates durch Ungenauigkeiten der Ausrichtung nicht mehr in der Ausleuchtzone lagen. In einer Zone um die Ausleuchtzone herum sollte bei einer Leistungsfußdichte von bis zu −111 dBW/m² der benötigte Antennendurchmesser auf 180 cm steigen (Ferner war es auch erlaubt, dass ein Staat die nicht für Satellitenübertragungen verwendeten Frequenzen terrestrisch verwendete).
Die benötigte hohe Sendeleistung für diese hohe Flussdichte am Boden führte dazu, dass Satelliten mit hoher Sendeleistung sehr groß, schwer und teuer waren und dass sich die meisten Länder keinen leisten konnten/wollten. Die meisten dieser Satelliten scheiterten daher bereits in der Planungsphase. Nur wenige, wie das von der Deutschen Bundesregierung und der französischen Regierung finanzierte TV-SAT- und TDF-Projekt, wurden verwirklicht, scheiterten dann allerdings in der Zuschauergunst an der zu niedrigen Programmzahl und der neuen Fernsehnorm D2-MAC, die gleichzeitig mit eingeführt werden sollte. Die TV-SAT-, TDF-, Tele-X- und Marcopolo-Satelliten verfolgten das Konzept eines Direct Broadcasting Satellite, damals im Amtsdeutsch als Rundfunksatellit bezeichnet.
Bevor diese Satelliten gestartet werden konnten, wurden wesentlich rauschärmere Signalumsetzer mit HEMT-Verstärkern entwickelt. Bei dem DBS-Satelliten war dadurch auch der Empfang hinter Fensterscheiben mit 40 cm-Antennen möglich. Aber auch der Empfang mit 60 bis 90 cm-Antennen in der Zone um die Ausleuchtungszone war dadurch möglich.
Satelliten niedriger Sendeleistung, wie z. B. DFS-Kopernikus, konnten sich nicht durchsetzen, weil für ihren Empfang etwas größere Antennen als für die Satelliten mittlerer Sendeleistung benötigt werden. Bei diesen war eine Antenne mit einem Durchmesser von 60 bis 90 cm zum Empfang ausreichend.
So setzten sich schließlich Satelliten mittlerer Sendeleistung, wie Astra, durch. Diese senden im Frequenzbereich und mit den Polarisationsrichtungen, die ursprünglich nur von Nachrichtensatelliten verwendet werden durften. Deshalb bezeichnete man sie anfangs offiziell als Nachrichtensatelliten. Weil die Orbitalpositionen für Nachrichtensatelliten jeweils nur an ein Land vergeben werden und somit der gesamte für Nachrichtensatelliten vorgesehene Frequenzbereich zur Verfügung steht, können diese Fernsehsatelliten über Dutzende von Kanälen ihre Fernseh- und Radioprogramme abstrahlen. Dieses ist jedoch nur möglich, weil die Sendeleistung pro Kanal nicht so hoch ist wie bei den Hochleistungssatelliten und so die Leistung, die die Solarzellen erzeugen, für diese vielen Transponder reicht.
Ursprünglich sollten Nachrichtensatelliten, die im FSS- und SMS-Bereich des Ku-Bandes arbeiteten, nur zur Nachrichtenübermittlung oder zur Zuführung von Programmen an Kabelnetze bzw. SNG genutzt werden. Wegen der größeren Programmzahl setzte sich der Rundfunkempfang über Satelliten im FSS-Band durch. Heute wird das gesamte Ku-Band von diesen Nachrichtensatelliten verwendet.